# Siobhan Dowd
Siobhan Dowd (4. února 1960, Londýn, Spojené království – 27. srpna 2007, Oxford, Spojené království) byla britská spisovatelka literatury pro děti a mládež. Po získání titulů BA Hons z oxfordské univerzity Lady Margaret Hall a Master of Arts z University of Greenwich začala roku 1984 pracovat pro Mezinárodní PEN klub, celosvětové sdružení spisovatelů, jako výzkumný pracovník a později také jako programový ředitel. Svůj první román, A Swift Pure Cry, Dowd vydala v roce 2006, přibližně dva roky poté, co jí byla diagnostikována rakovina prsu. Postupně vydala pár dalších románů a v roce 2007 zemřela. V roce 2009 získala posmrtně ocenění Carnegie Medal za knížku Bog Child (2007).

## Díla
- A Swift Pure Cry (2006)
- The London Eye Mystery (2007)
- Bog Child (2008; posmrtně)
- Solace of the Road (2009; posmrtně)
- Volání netvora (2011; námět, posmrtně)